# Max Yasgur

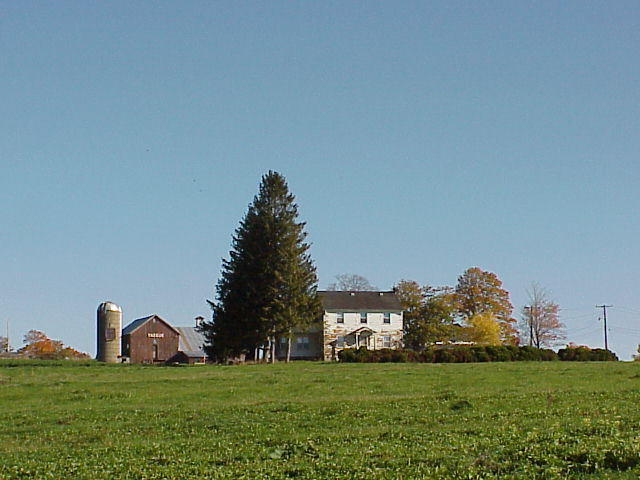
Granja de Max Yasgur (1999)

Max B. Yasgur (Nueva York, 15 de diciembre de 1919-Marathon, Florida, 9 de febrero de 1973) fue un granjero estadounidense, conocido por haber sido el propietario de la granja de Bethel (estado de Nueva York), donde tuvo lugar el Festival de Woodstock entre el 15 y el 18 de agosto de 1969.
Era hijo de los inmigrantes judíos rusos Samuel y Bella Yasgur. En 1969, año del festival, Yasgur tenía 49 años y padecía problemas coronarios. Declaró que no esperaba que el festival durase tanto, pero que «si la distancia generacional se tiene que cerrar, nosotros los viejos tenemos que hacer más de lo que hemos hecho».